# Ibaan
Ibaan is een gemeente in de Filipijnse provincie Batangas op het eiland Luzon. Bij de laatste census in 2010 telde de gemeente ruim 48 duizend inwoners.

## Geografie

### Bestuurlijke indeling
Ibaan is onderverdeeld in de volgende 26 barangays:
| - Bago - Balanga - Bungahan - Calamias - Catandala - Coliat - Dayapan - Lapu-lapu - Lucsuhin - Mabalor - Malainin - Matala - Munting-Tubig | - Palindan - Pangao - Panghayaan - Poblacion - Quilo - Sabang - Salaban I - Salaban II - San Agustin - Sandalan - Santo Niño - Talaibon - Tulay Na Patpat |

## Demografie
Ibaan had bij de census van 2010 een inwoneraantal van 48.482 mensen. Dit waren 2.833 mensen (6,2%) meer dan bij de vorige census van 2007. Ten opzichte van de census van 2000 was het aantal inwoners gegroeid met 8.317 mensen (20,7%). De gemiddelde jaarlijkse groei in die periode kwam daarmee uit op 1,90%, hetgeen lager was dan het landelijk jaarlijks gemiddelde over deze periode (1,90%).

De bevolkingsdichtheid van Ibaan was ten tijde van de laatste census, met 48.482 inwoners op 68,99 km², 702,7 mensen per km².
Agoncillo · Alitagtag · Balayan · Balete · Batangas City · Bauan · Calaca · Calatagan · Cuenca · Ibaan · Laurel · Lemery · Lian · Lipa · Lobo · Mabini · Malvar · Mataasnakahoy · Nasugbu · Padre Garcia · Rosario · San Jose · San Juan · San Luis · San Nicolas · San Pascual · Santa Teresita · Santo Tomas · Taal · Talisay · Tanauan · Taysan · Tingloy · Tuy